# MTV Életmű-díj
Az MTV Életmű-díjat (amely Életmű-díjként is ismert) azok a zenészek kapják, akik nagy hatással voltak az MTV-kultúrára. A díjat azon videóklip-rendezők is megkaphatják, akik több közkedvelt és elismert videóklipet készítettek az MTV történetében. A díj több évben nem került átadásra, mivel nehezen találtak megfelelő előadót az 1990-es és 2000-es évek alatt. Míg a díjat az MTV történetének legkedveltebb és leginkább elismert előadói kapták meg, sok kritika érte a csatornát, amiért nem díjazott olyan előadókat, akik szintén nagy hatást gyakoroltak az MTV-re (például a Nirvana, Tupac Shakur, Mariah Carey, a Run–D.M.C. vagy épp Bruce Springsteen).
| Év   | Díjazott                                                    | Megjegyzések |
| ---- | ----------------------------------------------------------- | --- |
| 1984 | - David Bowie - The Beatles - Richard Lester                | Lester és a The Beatles is a "videóklip feltalálásáért" kapta a díjat. |
| 1985 | - David Byrne - Russell Mulcahy - Kevin Godley és Lol Creme | Byrne a Talking Heads-ben végzett munkájáért kapta a díjat. Godley és Creme elismert rendezők. Mulcahy a The Buggles Video Killed The Radio Star klipjéért kapta a kitüntetést (ez volt az első videó, amit az MTV lejátszott).                   |
| 1986 | - Madonna - Zbigniew Rybczyński                             | Madonna azonnali sikert ért el a dalszövegvilág határainak kitolásáért. Ellentmondásos klipjeiben olyan témák jelennek meg, mint a tiniterhesség, rasszizmus, vallás, szex és erőszak. A díjat a videóklip világához való hozzájárulásáért kapta. |
| 1987 | - Peter Gabriel - Julien Temple                             | |
| 1988 | - Michael Jackson                                           | Michael Jackson megváltoztatta a videóklip jelentését. Pusztán reklámeszközből műalkotássá tette, amely cselekménnyel bír. A Thriller klipje tette a videóklipeket olyanná, amilyennek ma ismerjük őket.                                          |
| 1989 | - George Michael                                            | George Michael a Faith című elismert albumáért kapta a díjat. |
| 1990 | - Janet Jackson                                             | 1980-as évekbeli videóklipjei katalizátorként hatottak az MTV-ben. Koreográfiáit és ikonográfiáit a közönség és a kritikusok is jól fogadták. Példaképként ismerték el tudatos üzenettel bíró előadásaiért.                                       |
| 1991 | - Bon Jovi és Wayne Isham                                   | Ettől az évtől kezdve a díj Michael Jackson Video Vanguard Award-ként (Michael Jackson életmű-díj) került átadásra. |
| 1992 | - Guns N’ Roses                                             | |
| 1994 | - Tom Petty - The Rolling Stones                            | A The Rolling Stones Lifetime Achievement Award díjat kapott (Életmű-díj). |
| 1995 | - R.E.M.                                                    | |
| 1997 | - Mark Romanek - LL Cool J                                  | LL Cool J az első rapper, aki elnyerte a díjat. |
| 1998 | - Beastie Boys                                              | A díj átadása előtt Chuck D, a Public Enemy tagja ragyogó dicsérő beszédet mondott az együttesről. Adam Yauch a díj átvételekor kifejtette véleményét néhány politikai témáról, és elítélte az agressziót.                                        |
| 2000 | - Red Hot Chili Peppers                                     | |
| 2001 | - U2                                                        | |
| 2003 | - Duran Duran                                               | Lifetime Achievement Award-ként adták át. |
| 2006 | - Hype Williams                                             | A díjat Kanye West adta át Williams filmrendezőként elért eredményeiért. |
| 2011 | - Britney Spears                                            | A díjat Lady Gaga adta át Spears eredményeiért és a popzenéért tett közreműködéseiért. A díjat professzionális táncosok tribute fellépése után adták át Michael Jackson Video Vanguard Award néven.                                               |
| 2013 | - Justin Timberlake                                         | A díjat Jimmy Fallon adta át Timberlake 15 perces fellépése után, amit a legnagyobb slágerei és a NSYNC slágerei tartalmaztak. Ezen az estén vitte haza az Év Videója díjat is.                                                                   |
| 2014 | - Beyoncé                                                   | Férje, Jay-Z és lánya, Blue Ivy Carter adta át Beyoncé 16 perces fellépése után, amit a magáról elnevezett album dalai alkottak. |